# Schwarzev trikotnik
Schwarzev trikotnik je sferni trikotnik s pomočjo katerega se lahko tlakuje sfero.
Imenuje se po nemškem matematiku Hermanu Amandusu Schwarzu (1843–1921). 
Schwarzev trikotnik se predstavi s tremi racionalnimi števili v obliki (p q r) kjer vsako število predstavlja kot v oglišču. Vrednost n/d pomeni, da je kot v oglišču n/d-ti del polovice kroga. Vrednost 2 pomeni pravi kot. Kadar števila niso ulomki, se trikotnik imenuje Möbiusov trikotnik, ki odgovarja neprikrivajočemu tlakovanju. Simetrijska grupa se imenuje trikotniška grupa.    

### Prostor rešitev
Osnovna domena trikotnika (p q r) lahko obstaja v različnih prostorih, kar je odvisno od omejitev:
{\displaystyle 1/p+1/q+1/r>1} : sferni
{\displaystyle 1/p+1/q+1/r=1} : evklidska ravnina
{\displaystyle 1/p+1/q+1/r<1} : hiperbolična ravnina

### Grafični prikaz
Schwarzev trikotnik se lahko prikaže s trikotniškim grafom. Vsak vozel predstavlja rob Schwarzevega trikotnika. Vsak rob je označen z racionalnim številom, ki odgovarja zaporedju zrcaljenja, je enak π/kot ob oglišču
| Schwarzev trikotnik (p q r) na sferi. | Graf Schwarzevega tikotnika |

Robovi reda 2 predstavljajo pravokotna zrcala, ki se jih lahko izpusti na tej sliki. 
Coxeter-Dinkinov diagram prikazuje trikotniški graf z robovi reda 2, ki so prikriti. 
Za Coxeterjevo grupo se lahko uporabi enostavnejši zapis kot je (p q r) za ciklični graf in (p q 2)=[p, q] (za prave kote) ter (p 2 2) = [p] x [].

## Seznam Schwarzevih trikotnikov

### Möbiusovi trikotniki na sferi
| (2 2 2) ali [2,2] | (3 2 2) ali [3,2] | ...               |
| (3 3 2) ali [3,3] | (4 3 2) ali [4,3] | (5 3 2) ali [5,3] |
| ----------------- | ----------------- | ----------------- |

### Schwarzevi trikotniki za sfero po gostoti
V nadaljevanju so našteti Schwarzevi trikotniki razvrščeni po gostoti (politopski gostoti):
| gostota | Schwarzev trikotnik                                |
| ------- | -------------------------------------------------- |
| 1       | (2 3 3), (2 3 4), (2 3 5), (2 2 n)                 |
| d       | (2 2 n/d)                                          |
| 2       | (3/2 3 3), (3/2 4 4), (3/2 5 5), (5/2 3 3)         |
| 3       | (2 3/2 3), (2 5/2 5)                               |
| 4       | (3 4/3 4), (3 5/3 5)                               |
| 5       | (2 3/2 3/2), (2 3/2 4)                             |
| 6       | (3/2 3/2 3/2), (5/2 5/2 5/2), (3/2 3 5), (5/4 5 5) |
| 7       | (2 3 4/3), (2 3 5/2)                               |
| 8       | (3/2 5/2 5)                                        |
| 9       | (2 5/3 5)                                          |
| 10      | (3 5/3 5/2), (3 5/4 5)                             |
| 11      | (2 3/2 4/3), (2 3/2 5)                             |
| 13      | (2 3 5/3)                                          |
| 14      | (3/2 4/3 4/3), (3/2 5/2 5/2), (3 3 5/4)            |
| 16      | (3 5/4 5/2)                                        |
| 17      | (2 3/2 5/2)                                        |
| 18      | (3/2 3 5/3), (5/3 5/3 5/2)                         |
| 19      | (2 3 5/4)                                          |
| 21      | (2 5/4 5/2)                                        |
| 22      | (3/2 3/2 5/2)                                      |
| 23      | (2 3/2 5/3)                                        |
| 26      | (3/2 5/3 5/3)                                      |
| 27      | (2 5/4 5/3)                                        |
| 29      | (2 3/2 5/4)                                        |
| 32      | (3/2 5/45/3)                                       |
| 34      | (3/2 3/2 5/4)                                      |
| 38      | (3/2 5/4 5/4)                                      |
| 42      | (5/4 5/4 5/4)                                      |

### Trikotniki za evklidsko ravnino
| (3 3 3) | (4 4 2) | (6 3 2) |

Gostota 1:
1. (3 3 3) – 60-60-60 (enakostranični trikotnik)
2. (4 4 2) – 45-45-90 (enakokraki pravokotni trikotnik)
3. (6 3 2) – 30-60-90

Trikotniki po gostotah:
- gostota 0: (4 4/3 ∞), (3 3/2 ∞), (6 6/5 ∞)
- gostota 1: (4/3 4/3 2), (4/3 4 2), (6 3/2 2)
- gostota 2: (6/5 3 2), (6 6 3/2), (6 6/5 3)

### Trikotniki za hiperbolično ravnino
| (7 3 2)                                   | (8 3 2) | (5 4 2) |
| (4 3 3)                                   | (4 4 3) | (∞ ∞ ∞) |
| Fundamentalne domene triukotnikov (p q r) |         |         |

Gostota 1:
- (2 3 7), (2 3 8), (2 3 9) ... (2 3 ∞)
- (2 4 5), (2 4 6), (2 4 7) ... (2 4 ∞)
- (2 5 5), (2 5 6), (2 5 7) ... (2 5 ∞)
- (2 6 6), (2 6 7), (2 6 8) ... (2 6 ∞)
- (3 3 4), (3 3 5), (3 3 6) ... (3 3 ∞)
- (3 4 4), (3 4 5), (3 4 6) ... (3 4 ∞)
- (3 5 5), (3 5 6), (3 5 7) ... (3 5 ∞)
- (3 6 6), (3 6 7), (3 6 8) ... (3 6 ∞)

Trikotnik (2 3 7) je najmanjši hiperbolični Schwarzev trikotnik. 
Trikotnik (2 3 8) lahko tlakuje Bolzovo ploskev, ki je visoko simetrična ploskev z rodom enakim 2.